# Ghiacciaio Mertz

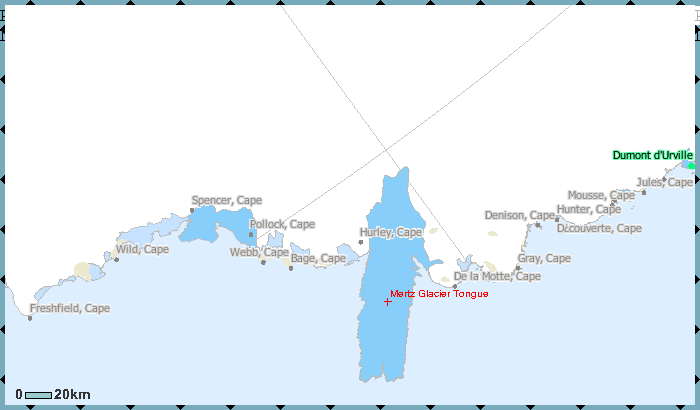
Una mappa della lingua glaciale formata dal ghiacciaio Mertz.

Il ghiacciaio Mertz è un vasto ghiacciaio lungo circa 72 km e largo 32, situato nella Terra di Giorgio V, in Antartide. 

## Geografia
Il ghiacciaio, ricco di crepacci e di avvallamenti, scende direttamente dall'Altopiano Antartico, scorrendo verso nord-est fino ad arrivare sul fondo di un fiordo lungo circa 60 km, che occupa interamente, per poi arrivare al mare, dove sfocia fra capo Hurley, a est, e capo De La Motte, a ovest, formando una lingua glaciale che si inoltra in mare, dopo i distacchi di cui si parlerà più avanti, per circa 20-25 km, e che quindi, considerando la parte che ricopre il fiordo, arriva a una lunghezza di oltre 80 km e a una larghezza di circa 30 km. Il flusso del ghiacciaio porta circa 12 miliardi di tonnellate di ghiaccio ogni anno nel fiordo, all'interno del quale avanza a una velocità di circa un chilometro all'anno.

## Storia
Il ghiacciaio Mertz è stato scoperto nel corso della spedizione Aurora, svoltasi dal 1911 al 1914 e comandata da Douglas Mawson, ed è stato così battezzato proprio da quest'ultimo in onore di Xavier Mertz, un membro della squadra orientale della spedizione (chiamata "Far Eastern Party"), il quale perse la vita il 7 gennaio 191avvallamenti3 nel corso di un'esplorazione in slitta. Mertz faceva parte di una squadra di tre uomini, gli altri due erano Belgrave Edward Sutton Ninnis e lo stesso Mawson, che nel novembre 1912 era partita dalla costa per condurre un'esplorazione dell'entroterra della Terra di Giorgio V. Il 14 dicembre Ninnis perse la vita precipitando in un crepaccio assieme a sei cani e alla maggior parte del cibo, perciò Mertz e Mawson dovettero girarsi e fare rotta per il campo base, che distava 500 km. Dei due, solo Mawson vi arrivò, l'8 febbraio 1912, mentre Mertz morì durante il viaggio. Il suo corpo fu sepolto da Mawson nel ghiacciaio che poi quest'ultimo battezzò in suo nome. A Ninnis, invece, fu intitolato il primo ghiacciaio che i due attraversarono sulla strada del ritorno.

### I distacchi del 2010

Queste immagini mostrato l'iceberg e la lingua glaciale poco prima e poco dopo la collisione.

Tra il 12 e il 13 febbraio 2010, circa metà della lingua glaciale formata dal ghiacciaio Mertz, ossia un blocco di ghiaccio lungo circa 78 km e largo da 33 ai 39 km, si staccò dal corpo attaccato alla terraferma quando due spaccature provenienti dai lati opposti della lingua si incontrarono a metà strada. Tale distacco fu in parte agevolato dalla collisione con l'iceberg B-9B, un iceberg lungo 97 km e largo 30 che era quello che rimaneva dell'iceberg B-9, staccatosi dalla barriera di Ross nel 1987 e che, dopo essere stato fermo per 18 anni contro il Ninnis Bank, una secca a est della lingua, si era infine rimesso in moto. L'iceberg di nuova formazione, alto 400 m, avente una superficie di 2545 km² e pesante circa 860 miliardi di tonnellate, è stato chiamato C-28, in quanto ventottesimo iceberg a staccarsi dalla piattaforma antartica del quadrante che affaccia sull'Australia a partire dal 1976. Secondo il glaciologo australiano Neal Young si tratta di un evento che avviene ogni 50-100 anni; considerando che, come precedentemente detto, la lingua avanza di un chilometro all'anno, il pezzo staccatosi rappresenta settant'anni di avanzamento.
Dopo aver iniziato a viaggiare verso ovest, parallelamente alla linea di costa, nell'aprile 2010 l'iceberg C-28 ha impattato con un picco sommerso, rompendosi in due. La frammentazione, continuata poi negli anni, ha avuto ripercussioni sull'intera area. Nel 2013 e nel 2017 la presenza di ammassi di ghiaccio derivanti dal C-28 davanti alla costa della Terra di Adelia ha fatto sì che, prima di arrivare in mare per cacciare il krill, i pigoscelidi di Adelia dovessero percorrere molti più chilometri lasciando da soli, per molto più tempo, i piccoli; il risultato è stato che, nel 2017, su 40 000 pulcini ne sono sopravvissuti solo due.
Il flusso di iceberg dalla lingua glaciale spaccata ha ridotto l'efficacia della polinia sita a ovest del ghiacciaio Mertz, che agiva come una delle più vaste aree antartiche per la formazione della densa acqua di fondo dell'Oceano antartico. Il distacco dell'iceberg C-28 potrebbe quindi avere future implicazioni sulla circolazione termoalina attorno al continente antartico.

## Important Bird Area
Nella parte settentrionale della lingua di ghiaccio è presente un sito di 641 ettari designato come Important Bird and Biodiversity Area (IBA) poiché in esso è presente una colonia di pinguini imperatore. Dopo la rottura della lingua avvenuta nel 2010, la colonia si è divisa in due sotto-colonie distanti circa 20 km l'una dall'altra, le quali, stando all'ultimo censimento, contavano 5 100 coppie di adulti, quella a ovest, e 2 300 coppie, quella a est.